# 帕里涅
帕里涅（法語：Parigné，法語發音：[paʁiɲe]）是法国伊勒-维莱讷省的一个市镇，属于富热尔-维特雷区。

## 地理
帕里涅（48°25'41"N, 1°11'30"W）面积20.72 平方千米，位于法国布列塔尼大區伊勒-维莱讷省，该省份为法国西北部沿海省份，位于布列塔尼半岛东部，北濒大西洋，西接阿摩尔滨海省和莫尔比昂省，南至大西洋卢瓦尔省，西南端接曼恩-卢瓦尔省，东临马耶讷省，东北与芒什省接壤。
与帕里涅接壤的市镇（或旧市镇、城区）包括：勒沙特利耶、朗代昂、莱库斯、卢维涅迪代塞尔、圣日耳曼昂科格勒、维拉梅。

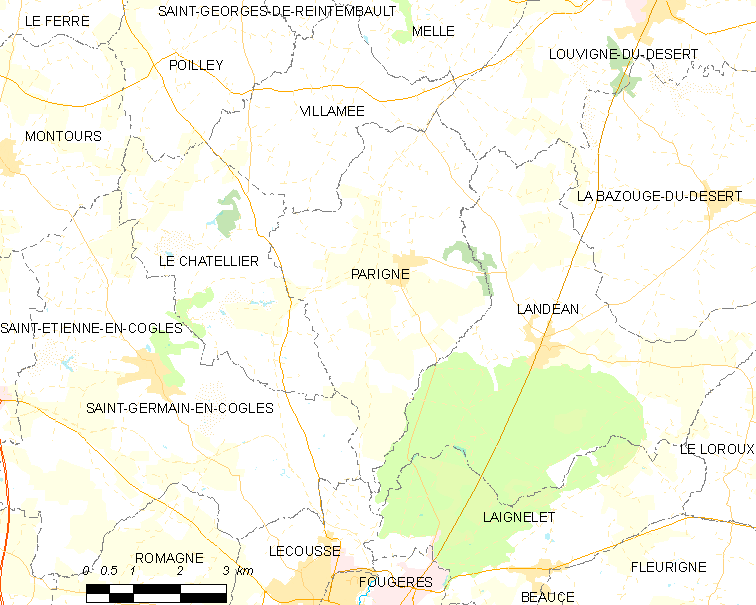
帕里涅的OSM定位图

帕里涅的时区为UTC+01:00、UTC+02:00（夏令时）。

## 行政
帕里涅的邮政编码为35133，INSEE市镇编码为35215。

## 政治
帕里涅所属的省级选区为富热尔第二县。

## 人口

1962-2008年间帕里涅人口变化图示

帕里涅于2022年1月1日时的人口数量为1301人。